# Deer Creek (Minnesota)

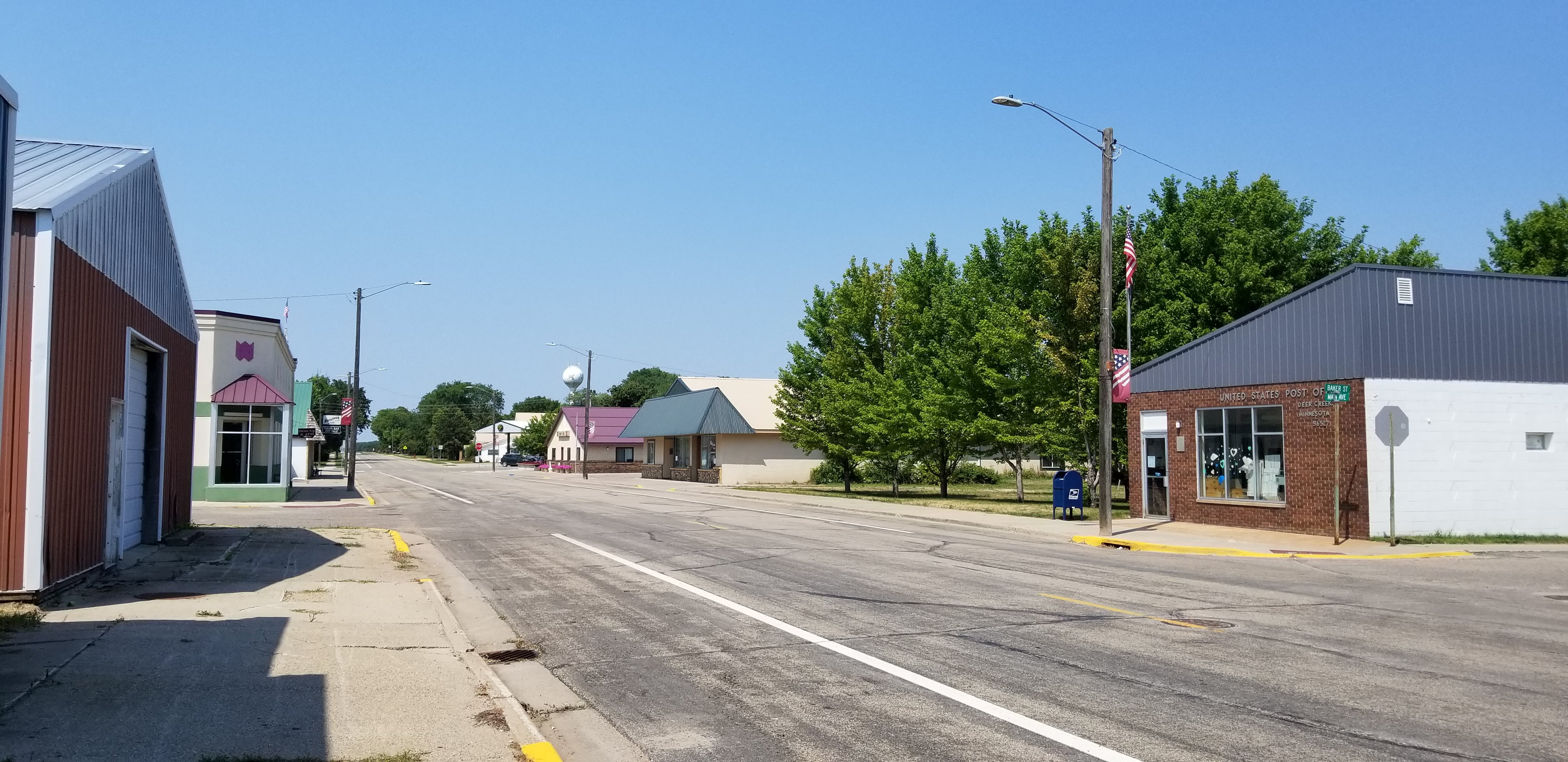
Bâtiments sur l'avenue Main de Deer Creek

Pour les articles homonymes, voir Deer Creek.
Deer Creek est une ville américaine située dans le Comté d'Otter Tail, dans le Minnesota. Selon le recensement de 2010, sa population est de 322 habitants.